# Harf Zimmermann

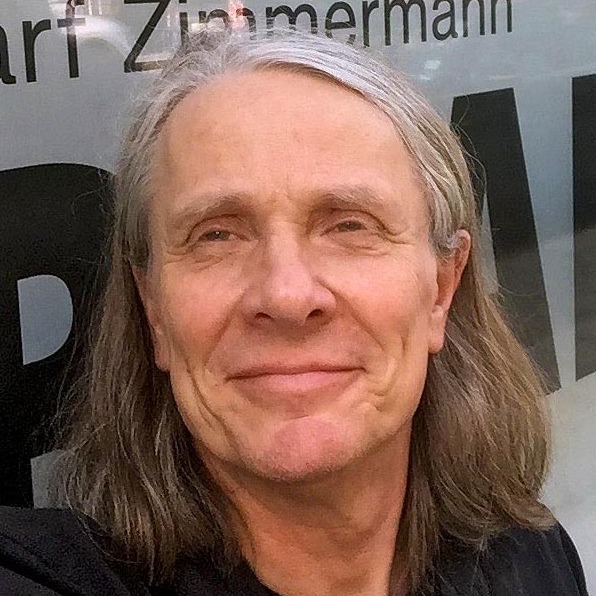
Harf Zimmermann 2018 vor seiner Ausstellung BRAND WAND

Harf Zimmermann (* 2. November 1955 in Dresden) ist ein deutscher Fotograf, der durch seine Großformatfotografie mit großen und sehr großen Kameras bekannt wurde, beispielsweise die Arbeiten BRAND WAND und Hufelandstraße 1055 Berlin. Mit seinen Panoramafotos war er zu Beginn der 2000er Jahre Deutschlands renommiertester Panoramafotograf. Er ist Mitbegründer der Berliner Fotoagentur Ostkreuz.

## Leben
Zimmermann absolvierte nach dem Besuch der Grundschule die Erweiterte Oberschule in Berlin, an der er 1974 sein Abitur ablegte. 1977 begann er ein Studium an der Sektion Journalistik der Karl-Marx-Universität Leipzig, das er 1979 ohne Abschluss abbrach. Im Anschluss begann er eine Tätigkeit als Fotolaborant beim Neuen Deutschland (ND) und übte diese bis zum Beginn seines Studiums der Fotografie 1982 an der Hochschule für Grafik und Buchkunst Leipzig aus. 1987 beendete er das Studium in Leipzig mit seiner Diplomarbeit Hufelandstraße 1055 Berlin bei seinem Mentor Arno Fischer. Er fotografierte dafür Häuser und Menschen der Straße. Teile der Arbeit wurden verwendet in einem Special der Zeitschrift GEO zum 20. Jahrestag der deutschen Wiedervereinigung, zusammen mit einem Essay von Joachim Gauck. In der Hufelandstraße lebte Zimmermann von 1981 bis 1991.
Seit 1987 arbeitet Zimmermann als freier Fotograf und Fotodesigner in Berlin. Seine Arbeiten sind weltweit veröffentlicht. So arbeitet er unter anderem für die GEO France, Spiegel, Stern, The New York Times Magazin, Reader’s Digest, mare und Le Figaro Magazin. Nach den Auftragsarbeiten für internationale Magazine arbeitet er heute fast ausschließlich an eigenen künstlerischen Projekten. 1990 gehörte er zu den Gründungsmitgliedern der Fotoagentur Ostkreuz, von der er sich 1999 wieder trennte. In der Zeit der Zusammenarbeit kuratierte und redigierte Zimmermann landes- und weltweit Ausstellungen der Agentur Ostkreuz sowie zwei Buchpublikationen der Agentur. 1990 gehörte er zu den Gründungsmitgliedern des Fördervereins des Museums für Naturkunde in Berlin. 2010 gründete er zusammen mit dem Architekten Heinrich Burchard die Aktion Rette lebenswerte Mitte.
Eines seiner Langzeitthemen wurde 2015 in der Monographie BRAND WAND im Steidl Verlag veröffentlicht. Zimmermann arbeitete über mehr als 20 Jahre in verschiedenen Etappen an dem selbstfinanzierten Projekt. Die Rezensionen enthielten verschiedene Betrachtungen über einen möglichen Konflikt mit der polnischen Street-Art-Künstlerin Jola Kudela („Yola“). Streitpunkt war die Abbildung der Reste eine ihrer Murals auf einer Brandwand in Warschau. Zimmermann sah sich gedeckt durch die in den meisten europäischen Ländern gesetzlich verbriefte Panoramafreiheit (außer in Frankreich, Belgien, Griechenland und Italien), Kudela sah das Copyright an ihrer Arbeit verletzt. Um einen Rechtsstreit unter Künstlern zu vermeiden, ließ Zimmermann auf eigene Kosten den Buchumschlag und einen Bogen des Buches nachdrucken, um somit das entsprechende Bild aus dem Werk zu entfernen.
Im Mai 2024 wurde Zimmermann in die Deutsche Gesellschaft für Photographie e. V. (DGPh) berufen. Im Juni 2024 erfolgte die Berufung als Mitglied der Akademie der Künste in Berlin.

## Publikationen
- Volker Kluge, Harf Zimmermann (Fotos): Olympiastadion Berlin: Steine beginnen zu reden. Parthas-Verlag, Berlin 1999, ISBN 3-932529-28-6.
- Jochen und Harf Zimmermann (Fotos), Peter Sandmeyer (Einleitung): Dresden – Vaterstadt 1945–2005. Nicolai-Verlag, Berlin 2005, ISBN 3-89479-203-5.
- Harf Zimmermann. Mit einem Text von Dieter Bartetzko: Weltkulturerbe Dresdner Elbtal. Nicolai-Verlag, Berlin 2007, ISBN 978-3-89479-299-2.
- Harf Zimmermann (Fotos), Harald Martenstein (Vorwort): Berlin Panorama. Edition Braus im Wachter-Verlag, Berlin 2006, ISBN 978-3-89904-232-0.
- Andreas Platthaus (Text), Mine Bertrand (Bildtexte), Harf Zimmermann (Fotos), Philip Mattson (Übersetzung): Dresden-Panorama. Edition Braus, Heidelberg 2007, ISBN 978-3-89904-272-6.
- Klaus Kurpjuweit, Harf Zimmermann: Flexity Berlin. Die neue Straßenbahn für alle. Edition Braus, Berlin 2009, ISBN 978-3-89466-270-7.
- Katharina Brichetti, Harf Zimmermann (Fotos), Johannes Cramer (Vorwort): Berlins neue Mitte. Sutton-Verlag, Erfurt 2011, ISBN 978-3-86680-798-3.
- Harf Zimmermann, Hans Georg Hiller von Gaertringen: Die Bahn, die Berlin bewegt: 150 Jahre Straßenbahn. Nicolai Verlag, Berlin 2015, ISBN 978-3-89479-945-8.
- Harf Zimmermann: Brand Wand. Steidl Verlag, Göttingen 2015, ISBN 978-3-86930-628-5.
- Harf Zimmermann: Hufelandstrasse, 1055 Berlin. Steidl-Verlag, Göttingen 2017, ISBN 978-3-95829-264-2. (Vollständig vergriffen. Eine Neuauflage ist vorläufig nicht geplant. Inzwischen hat es sich zu einem Kultbuch entwickelt, das antiquarisch, falls vorhanden, bis zu 350,-€ gehandelt wird.)
- Harf Zimmermann: The Sad-Eyed Lady. (dt. Ausgabe). Steidl Verlag, Göttingen 2019, ISBN 978-3-95829-606-0.
  - Harf Zimmermann: The Sad-Eyed Lady. Steidl Verlag, Göttingen, 2019, ISBN 978-3-95829-605-3.
- Harf Zimmermann: Der Kornversuchsspeicher in Berlin. Jovis Verlag, Berlin 2024, ISBN 978-3-98612-096-2.

## Ausstellungen
- 1989 Hufelandstraße 1055 Berlin Kreiskulturhaus Treptow, kuratiert von Longest F. Stein
- 1990 bis 2000 internationale Ausstellungen mit OSTKREUZ
- 1991 Centre de la Photographie Nord Pas de Calais
- 2011 Ausstellung zur fotografischen Arbeit in der lepidopterologischen Sammlung[9] des Museums für Naturkunde in Berlin
- Fotofestival La Gacilly
- 2014 Das Haus in Photographien im Mies van der Rohe Haus
- 2017 BRAND WAND Kunstraum Potsdam
- 2017 Hufelandstraße 1055 Berlin, C/O Berlin[10]
- 2018 ASSERVATE. Fotografien 1988–2018, Kornversuchsspeicher Berlin[11]
- 2018 Ausstellung BRAND WAND in der Alfred Erhardt Stiftung[12]
- 2019 Ausstellung EXHIBITION: Parallel Worlds, New York[13]
- 2019 Ausstellung Hufelandstrasse Berlin 1055, Deutsches Konsulat in New York
- 2021 PRAEPARATUM, Gallery Good[14]
- 2024 Gruppenausstellung Berlin, Berlin 20 Jahre Helmut Newton Stiftung[15]

## Preise
- 1988 Preis für Junge Europäische Fotografen der Deutschen Leasing AG Köln